# چای کیسه‌ای

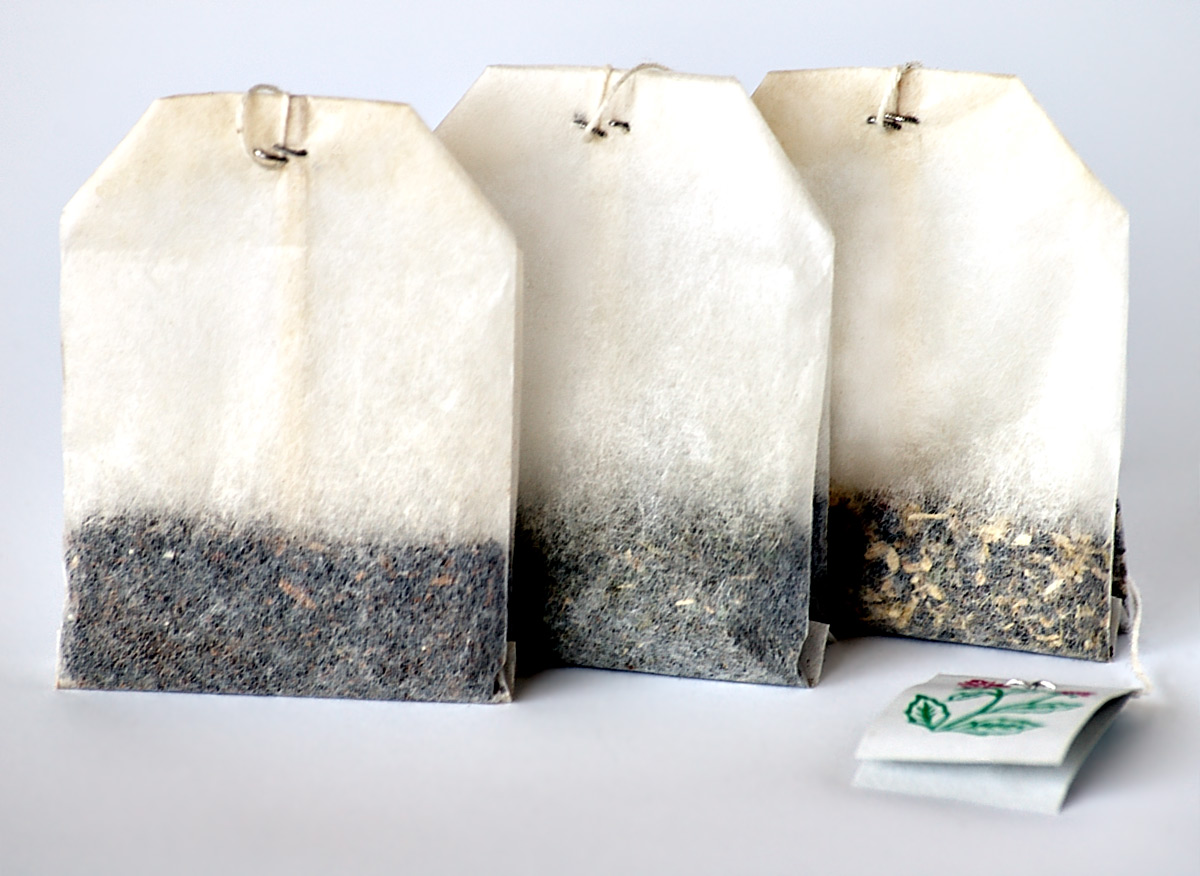
چای کیسه‌ای

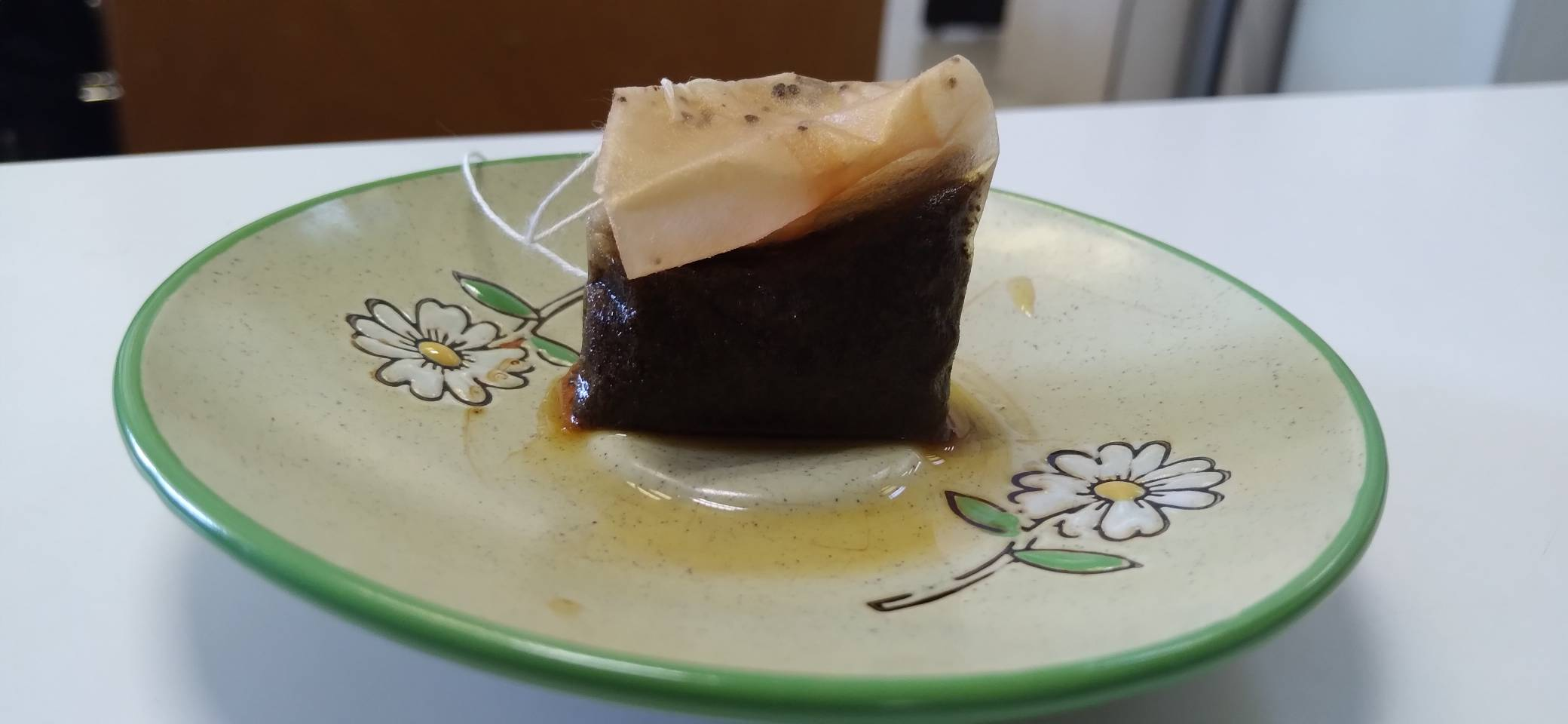
چای کیسه ای استفاده شده

چای کیسه‌ای یک کیسه کاغذی، پارچه‌ای یا نایلونی کوچک حاوی چای خشک است که برای دم کردن سریع چای استفاده می‌شود. در بیشتر مواقع، به چای کیسه‌ای رشتهٔ نخی متصل است که سر دیگر آن کاغذ یا مقوایی قرار دارد. این کاغذ یا مقوا برای نگهداشتن یا خارج کردن کیسه چای از داخل نوشیدنی به‌کار رفته و معمولاً دارای علامت تجاری تولیدکننده چای می‌باشد. در اصطلاح عامیانه به چای کیسه‌ای، چای پاکتی یا چای لیپتون و در ایران به اشتباه چای نپتون نیز می‌گویند. البته لیپتون نام یک برند تجاری چای کیسه‌ای است که در سال ۱۸۹۰ میلادی توسط خواربارفروشی به نام «سِر توماس لیپتون» پایه‌گذاری شد و به‌دلیل تبلیغات زیاد به نامی رایج تبدیل شده‌است.
کیسهٔ چای در اشکال مختلف (مربع، مستطیل، دایره، مثلث) تولید شده و جنس کیسهٔ آن معمولاً کاغذ صافی است که از چوب و الیاف گیاهی ساخته می‌شود. کاربرد چای کیسه‌ای علاوه‌بر استفادهٔ روزانه، استفاده به‌عنوان نمونهٔ چای خشک فله‌ای است. به‌عنوان یک کاربرد فرعی، گاهی از چای کیسه‌ای نمدار برای آفتاب سوختگی و کاهش التهاب نیز استفاده می‌شود.